# Platensina amita
Platensina amita är en tvåvingeart som beskrevs av Hardy 1974. Platensina amita ingår i släktet Platensina och familjen borrflugor. Inga underarter finns listade i Catalogue of Life.